# فرودگاه بیلبائو
فرودگاه بیلبائو (به انگلیسی: Bilbao Airport) یک فرودگاه مسافربری است که یک باند فرود آسفالت دارد و طول باند آن ۲۰۰۰ متر است. این فرودگاه در شهر بیلبائو کشور اسپانیا قرار دارد و در ارتفاع ۴۲ متری از سطح دریا واقع شده‌است.

## شرکت‌های هواپیمایی و مقصدهای پروازی
| شرکت‌های هواپیمایی                                          | مقصدهای پروازی |
| ---------------------------------------------------------- | --- |
| ایر لینگاس                                                 | دوبلین |
| ایر اروپا                                                  | گرن کناریا، لانزاروته، مادرید-باراخاس، پالما د مایورکا، تنریف شمالی فصلی: منورکا، آلیکانته-الچه، آلمریا، ایبیزا، مالاگا، والنسیا، بارسلونا-ال پرات |
| ایر فرانس اجرا توسط هاپ!                                   | شارل دوگل پاریس |
| بریتیش ایرویز                                              | هیترو لندن |
| بروکسل ایرلاینز                                            | بروکسل |
| چک ایرلاینز                                                | فصلی: پراگ رازیون |
| ایزی‌جت                                                     | بریستول، ادینبرو، استانستد لندن، منچستر فصلی: میلانو مالپنسا، شارل دوگل پاریس |
| easyJet Switzerland                                        | فصلی: ژنو |
| یورو وینگز                                                 | دوسلدورف |
| یورو وینگز اجرا توسط جرمن‌وینگز                             | اشتوتگارت |
| ایبریا ایرلاین                                             | مادرید-باراخاس |
| ایبریا ایرلاین اجرا توسط ایر نوستروم                       | آلیکانته-الچه، سانتیاگو د کمپوستلا، والنسیا، فیگو-پینادور فصلی: کریستیانو رونالدو |
| شرکت هواپیمایی اسرایر                                      | فصلی: بن گوریون |
| کاال‌ام                                                     | اسخیپول آمستردام |
| کاال‌ام اجرا توسط کی‌ال‌ام سیتی‌هاپر                           | اسخیپول آمستردام |
| لوفت‌هانزا                                                  | فرانکفورت، مونیخ |
| نروجین ایر شاتل                                            | بارسلونا-ال پرات فصلی: گاردرموئن اسلو، تنریف جنوبی |
| هواپیمایی پادشاهی مراکش                                    | محمد پنجم |
| سوئیس اینترنشنال ایرلاینز اجرا توسط سوئیس گلوبال ایر لاینز | زوریخ |
| تاپ پرتغال اجرا توسط TAP Express                           | لیسبون پورتلا |
| ترکیش ایرلاینز                                             | آتاترک |
| ولوتی                                                      | سن پابلو فصلی: ایبیزا، پالما د مایورکا، ونیز مارکو پولو |
| ویولینگ                                                    | آلیکانته-الچه، اسخیپول آمستردام، بارسلونا-ال پرات، فوئرته‌ونتورا، فدریکو گارسیا لورکا (آغاز از ۱ دسامبر ۲۰۱۷), گرن کناریا، ایبیزا، لانزاروته، گاتویک، مالاگا، منورکا، اورلی، پالما د مایورکا، لئوناردو دا وینچی-فیومیچینو، سن پابلو، والنسیا، تنریف شمالی فصلی: برلین تگل، هنری کواندا، میلانو مالپنسا |